# Едгар (Висконсин)
Едгар (енгл. Edgar) град је у америчкој савезној држави Висконсин.

## Демографија
По попису из 2010. године број становника је 1.479, што је 93 (6,7%) становника више него 2000. године.
| Група             | 2000.         | 2010.         |
| Белци             | 1.371 (98,9%) | 1.431 (96,8%) |
| Афроамериканци    | 2 (0,1%)      | 6 (0,4%)      |
| Азијати           | 3 (0,2%)      | 3 (0,2%)      |
| Хиспаноамериканци | 2 (0,1%)      | 30 (2,0%)     |
| Укупно            | 1.386         | 1.479         |